# Вигры (озеро)
Ви́гры (пол. Wigry) — озеро на северо-востоке Польши. Расположено в Августовской пуще, в Вигерском национальном парке. В озеро втекает и вытекает из него Чёрная Ганьча.
Озеро имеет ледниковое происхождение. Его размер составляет примерно 17,5 на 2,4 километра. Наибольшая глубина 73 м. Озеро входит в пятёрку самых глубоких и в десятку самых больших озёр Польши.
Название озера имеет ятвяжское происхождение. Озеро упоминается в хрониках Яна Длугоша. В XVII веке на одном из островов озера был построен монастырь камедулов
В озере водится сиг.